# UFC on ESPN: Нганну vs. Розенстрайк
UFC on ESPN: Нганну vs. Розенстрайк (англ. UFC on ESPN: Ngannou vs. Rozenstruik, также известный как UFC on ESPN 8) был запланированным турниром по смешанным единоборствам, организованным Ultimate Fighting Championship, который первоначально планировалось провести 28 марта 2020 года на спортивной арене «Nationwide Arena» в городе Коламбус, штат Огайо, США. Проведение турнира было отложено, а впоследствии полностью отменено из-за пандемии коронавирусной инфекции COVID-19.

## Подготовка турнира
В качестве главного события турнира был запланирован бой в тяжёлом весе между французом камерунского происхождения Франсисом Нганну (#2 в рейтинге) и бойцом суринамского происхождения Жаирзиньо Розенстрайком (#6 в рейтинге).

#### Изменения карда
На турнире был запланирован бой в среднем весе между Пунахеле Сориано и Эриком Спайсли, однако Сориано был снят с карда по неизвестным причинам и заменен Романом Копыловым.
На турнире был запланирован бой в полусреднем весе между Филом Роу и Лауреано Старополи, однако Роу был снят с карда в конце февраля по неизвестным причинам и заменен Хаосом Уильямсом.
На турнире был запланирован бой в тяжёлом весе между Карлосом Фелипе и Джеффом Хьюзом, однако Фелипе был снят с карда в конце февраля по неизвестным причинам и заменен Таннером Бозером.
На турнире был запланирован бой в женском легчайшем весе между Джулианной Пенья и Аспен Лэдд, однако Пенья снялась с боя в начале марта, сославшись на травму. В свою очередь, матчмейкеры UFC решили полностью удалить Лэдд с карда турнира, и ожидается, что бой с её участием будет перенесен на будущий турнир.
На турнире был запланирован бой в легчайшем весе между Рафаэлем Ассунсао и Коди Гарбрандтом, однако 12 марта стало известно, что Гарбрандт вышел из боя из-за проблем с почками.

#### Пандемия COVID-19
В связи с пандемией коронавирусной инфекции COVID-19 UFC приняла решение о переносе места проведения турнира в связи с запретом штата Огайо на проведение мероприятий с посещаемостью 100 и более человек. Согласно официальному заявлению UFC, турнир планировалось провести в ранее запланированную дату в UFC APEX в Лас-Вегасе без участия зрителей, однако, 16 марта было объявлено, что проведение турнира полностью отменяется после того, как письмо Дэйны Уайта сотрудникам было доведено до сведения общественности. UFC также отменил два мероприятия, запланированные на 21 марта и 11 апреля.

## Анонсированные бои
| Файт-кард | Файт-кард            | Файт-кард                               | Файт-кард | Файт-кард | Файт-кард                                     | Файт-кард | Файт-кард | Файт-кард |
| --------- | -------------------- | --------------------------------------- | --------- | --------- | --------------------------------------------- | --------- | --------- | --- |
| 1         | Тяжёлый вес          | Франсис Нганну (Francis Ngannou)        | #2        | vs.       | Жаирзиньо Розенстрайк (Jairzinho Rozenstruik) | #6        | [ 10 ]    | Бой перенесён на обновлённый UFC 249 (9 мая) |
| 2         | Легчайший вес        | Рафаэл Аcсунсао (Raphael Assunção)      | #5        | vs.       | Коди Гарбрандт (Cody Garbrandt)               | #9        | [ 5 ]     | Бой перенесён на обновлённый UFC 250 (6 июня) |
| 3         | Полусредний вес      | Мэтт Браун (Matt Brown)                 |           | vs.       | Мигель Баеза (Miguel Baeza)                   |           | [ 11 ]    | Бой перенесён на обновлённый UFC on ESPN 8 (16 мая) |
| 4         | Тяжёлый вес          | Грег Харди (Greg Hardy)                 |           | vs.       | Йорган де Кастро (Yorgan de Castro)           |           | [ 12 ]    | Бой перенесён на обновлённый UFC 249 (9 мая) |
| 5         | Полутяжёлый вес      | Халил Раунтри (Khalil Rountree Jr.)     |           | vs.       | Сэм Алви (Sam Alvey)                          |           | [ 13 ]    | Бой отменён. Алви перенесён для боя с Райаном Спэнном на обновлённый UFC 249 (9 мая) |
| 6         | Легчайший вес        | Коди Стейманн (Cody Stamann)            | #11       | vs.       | Раони Барселус (Raoni Barcelos)               | #15       | [ 14 ]    | Бой отменён. Стаманн перенесён для боя с Брайаном Келехером на обновлённом UFC 250 (6 июня) |
| 7         | Легчайший вес        | Луис Смолка (Louis Smolka)              |           | vs.       | Дейви Грант (Davey Grant)                     |           | [ 15 ]    | Бой отменён. Смолка перенесён для боя с Кейси Кенни на обновлённом UFC on ESPN 9 (30 мая). Впоследствии Грант включён в кард UFC 251.                                                                                  |
| 8         | Полусредний вес      | Лауреано Старополи (Laureano Staropoli) |           | vs.       | Хаос Уильямс (Khaos Williams)                 |           | [ 16 ]    | Бой отменён. |
| 9         | Легчайший вес        | Марлон Вера (Marlon Vera)               | #14       | vs.       | Эдди Уайнленд (Eddie Wineland)                |           | [ 17 ]    | Бой отменён. Вера был запланирован для боя с Рэем Боргом на обновлённом UFC 249 (9 мая). В итоге перенесён для боя с Суном Ядуном на обновлённом UFC on ESPN 8 (16 мая). Впоследствии Уайнленд включён в кард UFC 250. |
| 10        | Жен. минимальный вес | Тиша Торрес (Tecia Torres)              | #13       | vs.       | Мизуки Инуе (Mizuki Inoue)                    |           | [ 18 ]    | Бой отменён. Впоследствии Торрес включена в кард UFC on ESPN: Блейдс vs. Волков. |
| 11        | Средний вес          | Эрик Спайсли (Eric Spicely)             |           | vs.       | Роман Копылов                                 |           | [ 19 ]    | Бой отменён. |
| 12        | Тяжёлый вес          | Джефф Хьюз (Jeff Hughes)                |           | vs.       | Таннер Бозер (Tanner Boser)                   |           | [ 20 ]    | Бой отменён. Впоследствии Бозер включён в кард UFC on ESPN: Пуарье vs. Хукер. |
| 13        | Легчайший вес        | Мартин Дэй (Martin Day)                 |           | vs.       | Рэнди Коста (Randy Costa)                     |           | [ 21 ]    | Бой отменён. Впоследствии Дэй включён в кард UFC 251. |

### Комментарии
1. ↑  Второе название отменённого турнира UFC on ESPN: Нганну vs. Розенстрайк - UFC on ESPN 8. Так как он отменён официально UFC on ESPN 8 стало вторым названием для турнира UFC on ESPN: Оверим vs. Харрис